# Grabau (Stormarn)
Grabau ist eine Gemeinde im Kreis Stormarn in Schleswig-Holstein. Hoherdamm liegt im Gemeindegebiet.

## Geschichte
Grabau wurde erstmals 1433 urkundlich erwähnt. Mesolithische Funde zeigen die Erstbesiedlung der Gegend an. Das Grabauer Gräberfeld weist auf eine Besiedlung in der Bronzezeit hin. Im Laufe der Zeit wurde es zum Meierhof von Gut Borstel. Nachdem das Borsteler Gut 1804 verkauft worden war, wurde Grabau abgetrennt und selbst zum Adligen Gut erhoben. Im Jahre 1863 erhielt der Ort seine erste eigene Schule. Im Jahre 1907 erhielt Grabau durch die Elmshorn-Barmstedt-Oldesloer Eisenbahn einen Bahnanschluss, der 1973 wieder stillgelegt wurde. Nach Auflösung der Gutsbezirke wurde Grabau mit Neritz zu einer Landgemeinde zusammengelegt. 1942 wurde die Vereinigung von Grabau und Neritz rückgängig gemacht und beide Dörfer wurden eigenständige Gemeinden.
Seit 1948 gehört Grabau zum Amt Bad Oldesloe-Land. Durch Aufsiedlung von Ländereien des Gutes hat sich die Einwohnerzahl seither stetig vergrößert.

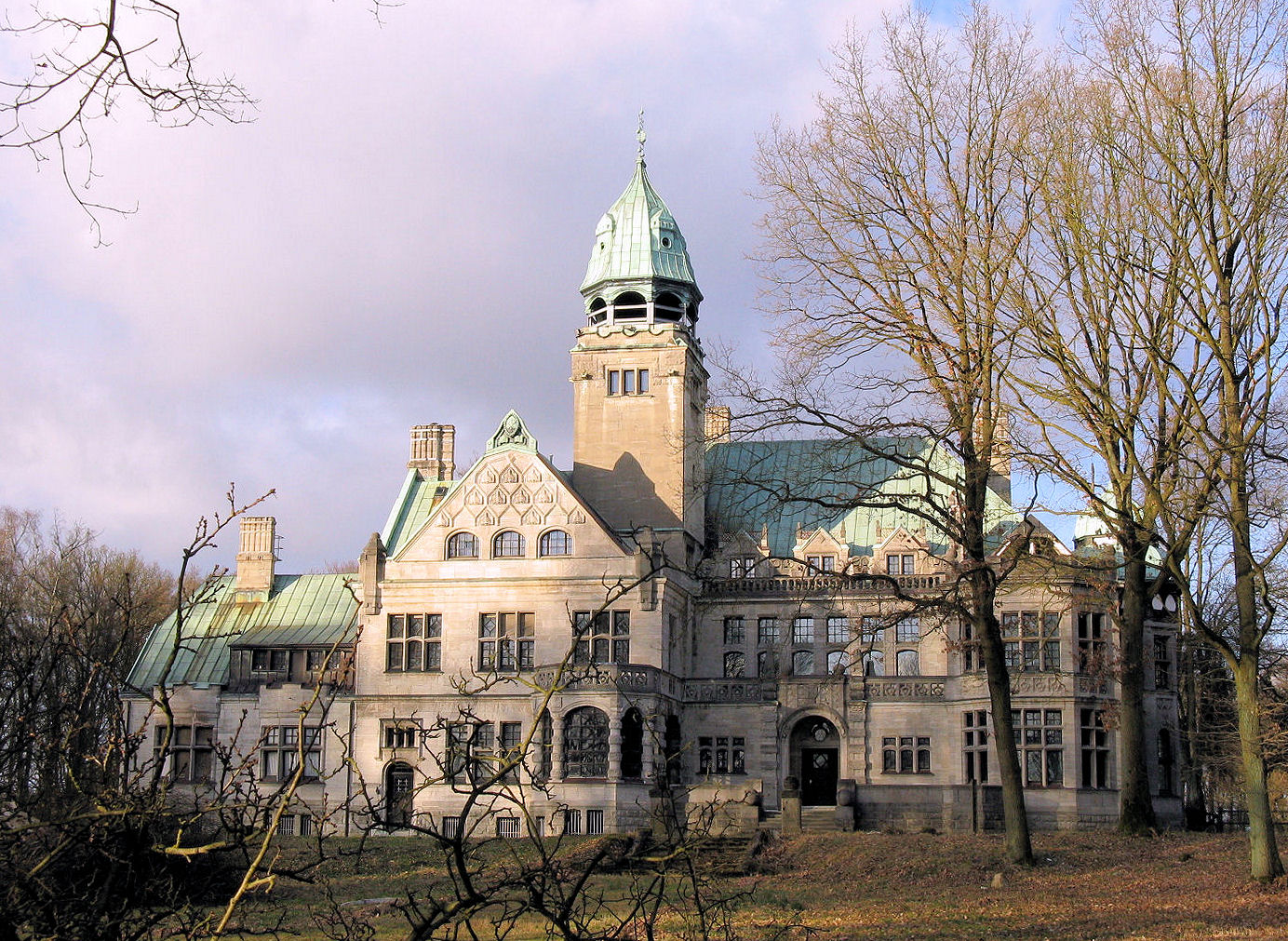
Herrenhaus in Grabau

Im Jahre 1905 kaufte der Kaufmann Gustav Lahusen aus Bremen das Gut und erbaute das Grabauer Herrenhaus, das heute unter Denkmalschutz steht. Lahusen verkaufte das Gut 1931 an den Margarinefabrikanten Friedrich Bölck, der es jedoch bald an den Staat abgeben musste. Im Zweiten Weltkrieg wurde Grabau zum Heereszuchtgestüt. Von 1951 bis 1966 beherbergte das Gut ein Landjugendheim, bis 1967 Dobimar von Kameke das Gut kaufte.
Im heutigen Ortsteil Hoherdamm, der etwa 1,5 km vom Gutshof entfernt am Grabauer See liegt, bestand seit dem 15. Jahrhundert ein Mühlenbetrieb. Um 1486 wurde eine Kornmühle erbaut, die bereits seit ca. 1593 ein Kupfer- und Messingwerk mit Münzproduktion umgewandelt wurde. Seit dem 16. Jahrhundert bildete sich eine kleine Siedlung um die Mühle, die den Kern des heutigen Ortsteils bildet.
Erst privat betrieben, wurde in der Messing- und Kupferverarbeitung von 1795 bis 1832 auf Rechnung des dänischen Finanzministeriums gearbeitet. 1832 ging die Mühle in den Besitz des Gutes Grabau über, dessen Besitzer einen weiteren Mahlgang einbauen ließ, so dass die Mühle auch wieder als Kornmühle genutzt werden konnte. Die Metallverarbeitung wurde in den 1850er Jahren eingestellt, die Kornmühle bis 1906 betrieben. Das heute bestehende Mühlengebäude wurde 1876 erbaut und nach Einstellung des Mühlenbetriebes zu einem Mehrfamilienhaus umgebaut.

## Religion
Grabau, das seit der Reformation evangelisch-lutherisch geprägt ist, ist nach Sülfeld eingepfarrt.

## Politik

### Gemeindevertretung
Bei der Kommunalwahl am 14. Mai 2023 wurden insgesamt elf Sitze vergeben. Von diesen erhielt die Wählergemeinschaft Grabau acht Sitze und die Aktiven Bürger Grabau drei Sitze.

### Bürgermeister
Bürgermeister ist Hans-Joachim Wendt (WGG).

### Wappen
Blasonierung: „In Gold über einem blauen Wellenbalken ein schwebender grüner Hügel, der mit sechs schwarzstämmigen grünen Laubbäumen bestanden ist.“

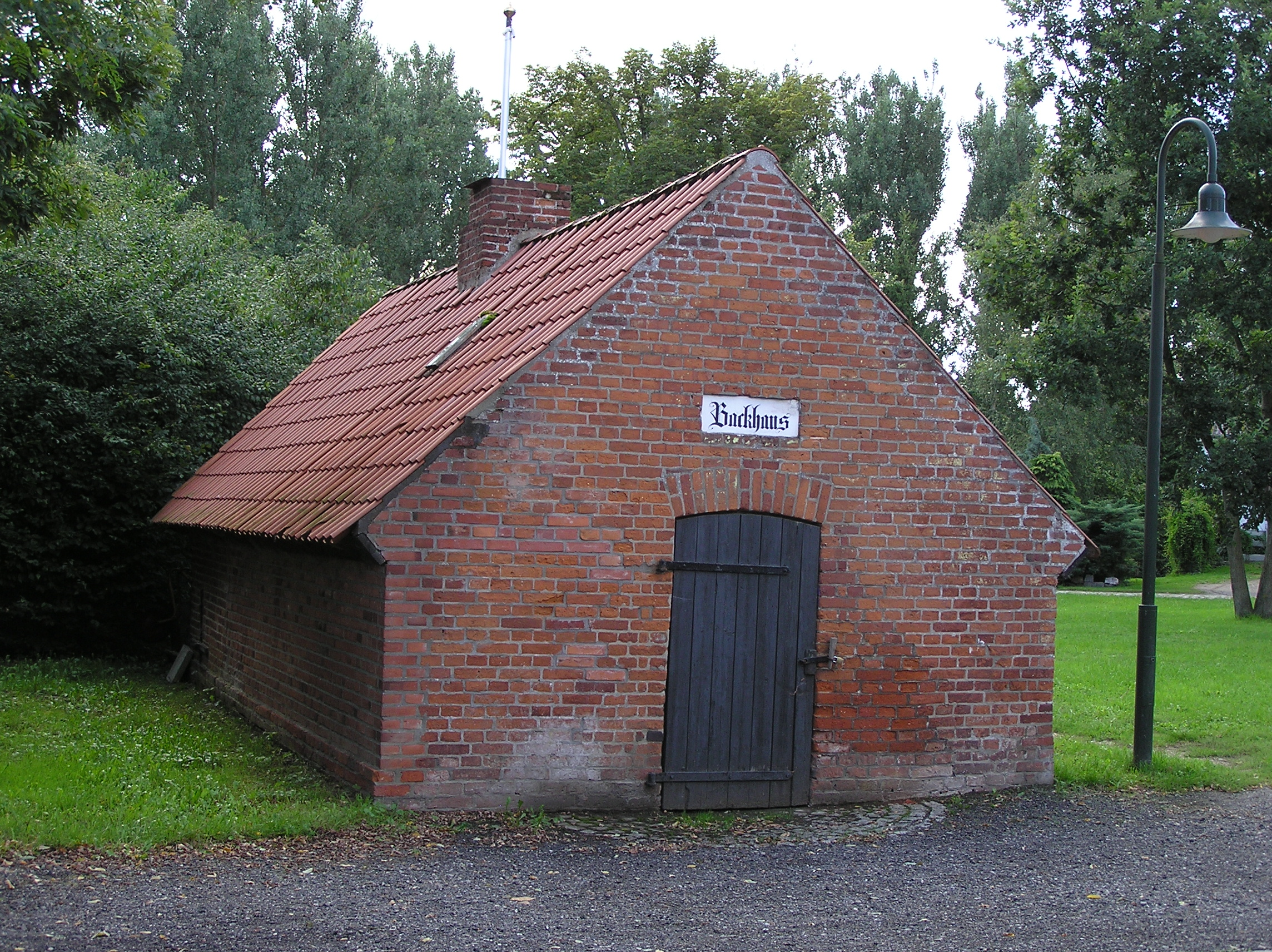
Backhus

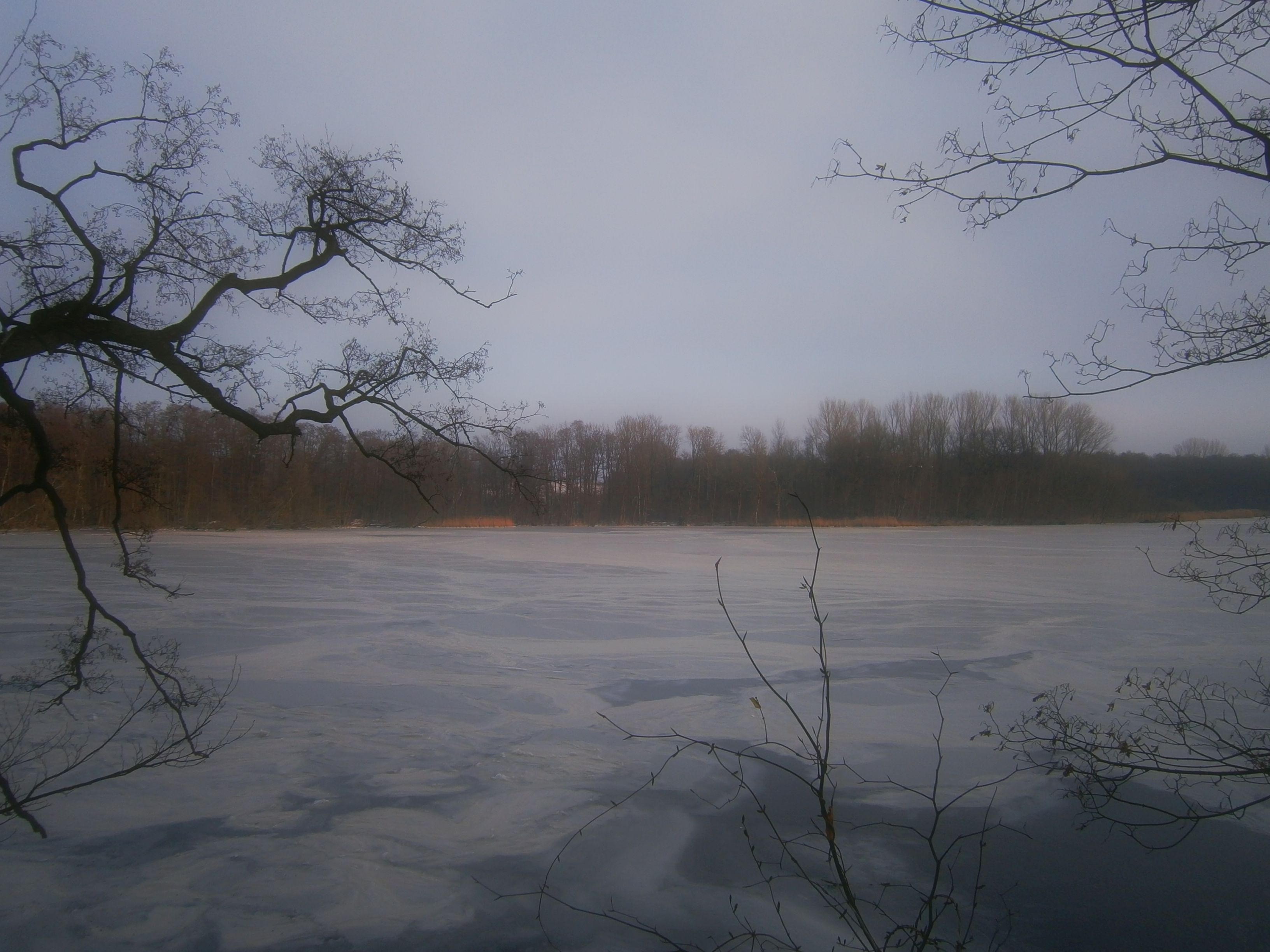
Der Grabauer See im Winter, vom Südufer aus gesehen

## Kultur und Sehenswürdigkeiten

### Bauwerke

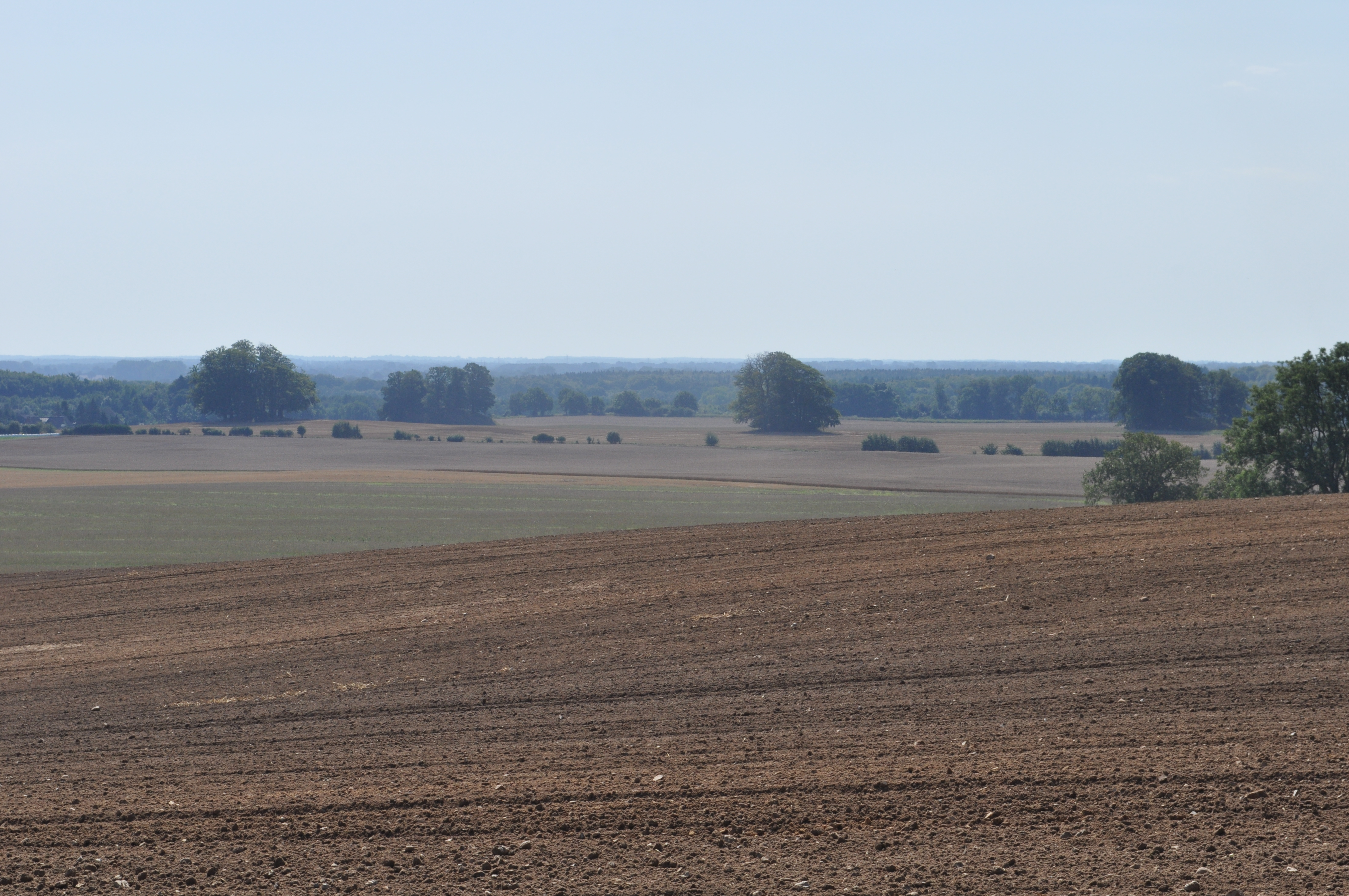
Blick vom Klingberg auf das Grabauer Gräberfeld

- Das 1906 bis 1909 erbaute Herrenhaus steht heute unter Denkmalschutz.
- Das alte Backhus auf dem Dorfplatz.
- Das Grabauer Gräberfeld, von dem noch vier Grabhügel aus der Jungsteinzeit erhalten sind (fünf weitere sind in den letzten Jahrhunderten überpflügt worden) steht seit 1968 unter Denkmalschutz und ist der älteste Nachweis für eine Besiedlung der Region.

In der Liste der Kulturdenkmale in Grabau (Stormarn) stehen die in der Denkmalliste des Landes Schleswig-Holstein eingetragenen Kulturdenkmale.

### Naturdenkmäler
- Findlingsgarten.

## Wirtschaft und Infrastruktur
Die Fahrbücherei im Kreis Stormarn fährt im Drei-Wochen-Rhythmus einen Haltepunkt in Grabau an.